# جيمس كراون
جيمس كراون (بالإنجليزية: James Crown)‏ هو شخصية أعمال أمريكي، ولد في 25 يونيو 1953.

## وصلات خارجية
- جيمس كراون على موقع إن إن دي بي (الإنجليزية)